# Stephanoaetus mahery
L'aquila coronata malgascia (Stephanoaetus mahery) è una specie estinta di grande uccello rapace appartenente al genere Stephanoaetus.
Nonostante siano conosciuti solo da resti frammentari, si stima che questi uccelli avessero dimensioni paragonabili a quelle dell'aquila coronata africana, se non leggermente più grandi, con un peso per gli esemplari femmine più grandi stimato fino a 7 kg (15 libbre), circa le dimensioni di una grande femmina di aquila reale. Questo uccello abitava nell'isola del Madagascar fino alla sua estinzione verso il 1500 d.C.
Similmente alla sua controparte africana che è nota per nutrirsi di scimmie, è probabile che questo animale si nutrisse di lemuri che catturava dalle cime degli alberi. Ciò sarebbe confermato da alcuni comportamenti che alcuni lemuri mostrano ancora oggi, probabilmente sviluppatisi proprio per difendersi dagli attacchi di questo uccello e da un altro rapace estinto del genere Aquila (ancora oggi esistono rapaci malgasci che presentano una minaccia per i lemuri, soprattutto i membri più giovani delle grandi specie diurne).
Si pensa che questi uccelli rappresentassero uno dei superpredatori delle foreste malgasce, insieme al fossa gigante e a due specie di coccodrillo. L'animale si estinse probabilmente a seguito della caccia eccessiva da parte dell'uomo alle sue prede. È, inoltre, possibile che l'esistenza di questo uccello, insieme alle uova dei contemporanei uccelli elefante, possa essere all'origine del mito del Roc, un enorme uccello leggendario.